# Micromallosia
Micromallosia – rodzaj chrząszczy z rodziny kózkowatych i podrodziny zgrzypikowych.

## Zasięg występowania
Przedstawiciele tego rodzaju występują w Turcji.

## Systematyka
Do Micromallosia należą 3 gatunki:
- Micromallosia heinzorum
- Micromallosia heydeni
- Micromallosia theresae.